# Mälsåker (äpple)
Mälsåker är en äppelsort vars ursprung är okänt. Det är inte mycket känt om äpplet, men man vet dock att det har någon form av samband med Rossvik.